# Trollkarlen (musikalbum)
Trollkarlen är ett album från 1994 med Mikael Wiehe.

## Låtlista
1. Trollkarlen
2. Bortom ljuset
3. Ett liv i rostfritt stål
4. Nadja
5. Just i detta mörker
6. Kloka gumman
7. Förändringen
8. Det finns en värld
9. Drottningen av Saba
10. Som kärleken
11. Nocturne

## Listplaceringar
| Lista (1994) | Topplacering |
| ------------ | ------------ |
| Sverige      | 26           |

### Fotnoter
1. ↑  ”Hitparad”. http://swedishcharts.com/showitem.asp?interpret=Mikael+Wiehe&titel=Trollkarlen&cat=a. Läst 13 december 2011.